# Á kim

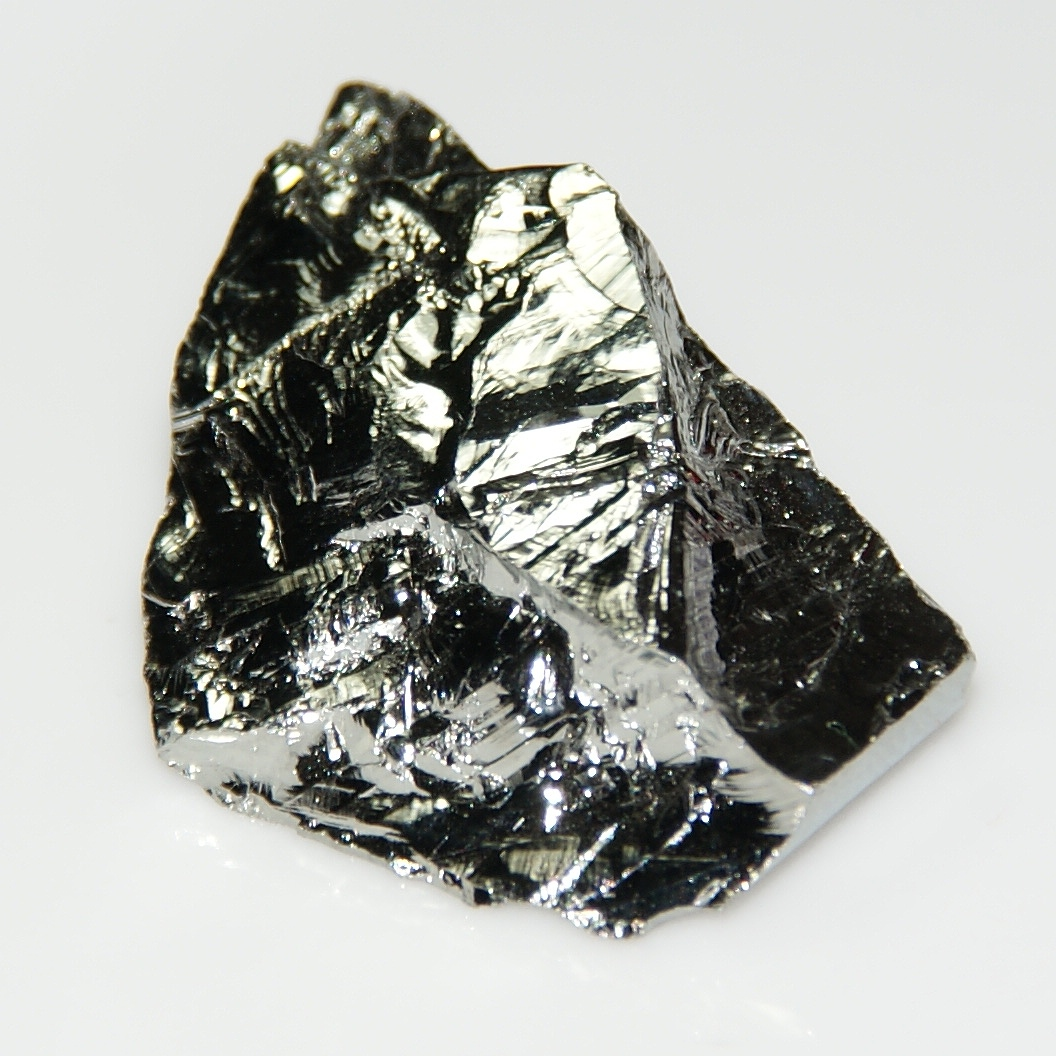
Á Kim

Á kim gồm những nguyên tố hóa học B, Si, Ge, As, Sb, Te, Po; chúng nằm giữa kim loại và phi kim trong bảng tuần hoàn các nguyên tố hóa học . Phụ thuộc vào điều kiện môi trường chúng có thể có các tính chất của kim loại như dẫn điện hay phi kim cách điện. Si và Ge là 2 chất bán dẫn quan trọng và phổ biến. Một số tính chất vật lý của á kim giống phi kim hơn, nhưng trong một số trường hợp nhất định, một vài trong số chúng có thể dẫn điện. Những chất bán dẫn này cực kỳ quan trọng trong các ngành điện tử để sản xuất các thiết bị điện tử phục vụ cho đời sống của con người.
| H  |    |    |    |    |   |    |    |    |    |    |    |    |    |    |    |    |    | He |
| Li | Be |    |    |    |   |    |    |    |    |    |    |    | B  | C  | N  | O  | F  | Ne |
| Na | Mg |    |    |    |   |    |    |    |    |    |    |    | Al | Si | P  | S  | Cl | Ar |
| K  | Ca | Sc |    | Ti | V | Cr | Mn | Fe | Co | Ni | Cu | Zn | Ga | Ge | As | Se | Br | Kr |
| Rb |    |    |    |    |   |    |    |    |    |    |    |    | In | Sn | Sb | Te | I  | Xe |
| Cs |    |    | *  |    |   |    |    |    |    |    |    |    | Tl | Pb | Bi | Po | At | Rn |
| Fr |    |    | ** |    |   |    |    |    |    |    |    |    |    |    |    |    |    |    |